# Manuel Corral
Pedro II, nascido Manuel Alonso Corral (Badajoz, 1934 — El Palmar de Troya, 15 de julho de 2011), foi o Papa e Chefe da Igreja Cristã Palmariana de 22 de março de 2005 até a data de sua morte, sucedendo ao vidente fundador e primeiro papa de Palmar, Gregório XVII. Foi reconhecido como santo por sua igreja depois de sua morte. 

## Biografia
Advogado de profissão e então gerente de uma empresa de seguros, Corral conheceu Clemente Domínguez y Gomez em maio de 1968, em Sevilha, e o acompanhou em El Palmar de Troya, para verificar as aparições marianas. Apesar de não ser um dos videntes, Corral estava ao lado de Domínguez, depois tornando-se seu braço direito e sucessor.

### Ordenação
Em dezembro de 1975, Clemente Domínguez fundou sua própria ordem religiosa, os Carmelitas da Santa Face, supostamente seguindo instruções da Virgem Maria. Corral, sempre ao lado do vidente, foi co-fundador da ordem e vice-superior, além de administrador de suas finanças.
Declarando-se tradicionalistas e anticomunistas, o grupo entrou em contato e trouxeram para Palmar o arcebispo católico tradicionalista Pierre Martin Ngô Đình Thục, o qual ordenou Clemente, Manoel e outros três religiosos como padres em 1 de janeiro de 1976, seguindo o rito tridentino. Em 11 de janeiro do mesmo ano, sem mandato pontifício, cinco padres foram elevados ao episcopado pelo mesmo arcebispo Thục, fazendo todos serem excomungados pela Igreja Católica Apostólica Romana. Domínguez assumiu o nome de Bispo Padre Fernando, e Corral, de Bispo Padre Isidoro Maria.

### Reivindicação ao papado
Domínguez alegou ter tido outras visões, incluindo de Jesus, que o nomeavam como sucessor do Papa Paulo VI e próximo Papa da Igreja Católica. Com a morte de Paulo VI, em 6 de agosto de 1978, o Bispo Padre Fernando no mesmo dia reivindica o papado, proclamando-se Papa Gregório XVII. Em 15 de agosto seguinte, Gregório XVII foi coroado em El Palmar de Troya, pelo seu colégio de cardeais recém-nomeados, assim transferindo a Sé de Pedro, de Roma para sua nova localização. Ao longo do governo de Domínguez sobre o movimento palmariano, Corral era seu Secretário de Estado. Ele foi nomeado seu sucessor por decreto de 24 de outubro de 2000. 
A escolha de um sucessor, em vez de deixar a eleição para um conclave, já que Gregório XVII tinha criado um colégio de cardeais entre seus seguidores, desagradou a muitos dos líderes palmarianos. Em resultado disso, no final de 2000, 17 bispos com algumas centenas de seguidores deixaram a Igreja Palmariana e formaram um movimento dissidente.
O Papa Gregório XVII faleceu na segunda-feira, 21 de março de 2005, aos 58 anos, em El Palmar de Troya. Após sua morte, o cargo de pontífice da igreja de El Palmar de Troya foi ocupado por Manuel Corral, que adotou o nome de Pedro II, e o epíteto De Cruce Apocaliptica. Já nos seus primeiros atos, o novo papa da Igreja Palmariana, canonizou Domínguez, como "Papa São Gregório XVII, o Magnífico".
Seu governo tornou a Ordem dos Carmelitas da Santa Face e a Igreja de Palmar cada vez mais reclusa e reservada. Em seus documentos papais, Pedro II exortou os membros a se afastarem do mundo exterior e a seguirem mais estritamente as normas de conduta e de vestuário estabelecidas pelos cânones da Igreja Palmariana. Isso se expressou também no desligamento total do mundo virtual e de qualquer outra plataforma de comunicação.

### Morte
Pedro II sofreu de uma longa doença e faleceu na sede palmariana, onde foi sepultado no dia seguinte. Sergio María, que já havia sido nomeado Secretário de Estado de Pedro II e futuro sucessor ao papado em 3 de março de 2011, se tornou o novo papa palmariano, adotando o nome de Gregório XVIII.

### Legado
Logo após sua morte, em 16 de julho de 2011, Pedro II foi declarado Venerável Servo de Deus por seu sucessor, Gregório XVIII, e canonizado no dia seguinte, 17 de julho, como Papa São Pedro II, o Grande, e nomeado “Protetor e Defensor da Santa Igreja Cristã Palmariana”. Os reconhecimentos da sua igreja continuaram, sendo declarado Grande Doutor da Igreja no dia 26 de julho.